# Hans Lipperhey
Hans Lipperhey (1570, Wesel, Alemanya – setembre de 1619), també conegut com a Johann Lipperhey, va ser un científic, inventor, astrònom i fabricador de lents alemany. És reconegut com el creador dels dissenys per al primer telescopi pràctic.
Posteriorment al seu naixement, la seua família es va establir a Middelburg, capital de Zeeland, la província més sud-occidental, convertint-se en ciutadà neerlandès el 1602. No es coneix on va aprendre a treballar el vidre.
Els telescopis ordinaris i les ulleres de llarga vista podien haver estat creats molt abans, però Lipperhey, com es creu, és el primer a sol·licitar una patent pel seu disseny, i fer-los disponibles per a ús general el 1608.
No li van atorgar la patent, però noblement va ser recompensat pel govern neerlandès amb les còpies del seu disseny. Una descripció de l'instrument de Lipperhey ràpidament va arribar a les mans de Galileo Galilei, que va crear el telescopi, basat en el seu disseny el 1609, amb el qual va fer les observacions oposades en el seu Sidereus Nuncius de 1610.
Hi ha una llegenda que conta que els fills de Lipperhey, en realitat, van descobrir el telescopi jugant amb lents de contacte danyades en el taller del seu pare, però açò pot ser apòcrif. El fill de Zacharias Janssen de Middelburg, posteriorment, va declarar que Lipperhey havia furtat la idea del seu pare. Així mateix, Jacob Metius també va arribar a assegurar que l'invent havia estat originalment idea seua.
Aquest polidor de lents alemany, establert als Països Baixos, és considerat per alguns com l'inventor del microscopi. La tradició conta que, en una ocasió, un xiquet jugava en el taller de Lipperhey i, en presència d'aquest, va alinear dues lents. Davant aquest fet fortuït observat pel polidor de lents, es desenvolupa l'instrument que arribaria a ser conegut com a telescopi. L'any 1608, Lipperhey es presenta davant les autoritats dels Països Baixos amb el seu invent, el qual contenia una lent fixa i una altra de mòbil. Amb aquest instrument, es podien observar objectes llunyans, aconseguint l'aparença de proximitat i identificant-ne els detalls. Després d'unes modificacions, entre les quals el fet de convertir-lo en binocular, el govern compra el nou article. No obstant això, no se li concedeix la patent amb l'argument que moltes persones ja coneixen la invenció. Malgrat tot, es reconeix que Lipperhey va ser un dels primers a dur a la pràctica un principi descrit teòricament per nombrosos científics anteriors, entre els quals destaca el clergue anglès Roger Bacon. Tot açò significa que Hans Lipperhey inventà el telescopi. El cràter de Lipperhey en la Lluna va ser nomenat així en el seu honor.